# Malakichthys elegans
Malakichthys elegans è un pesce osseo di acqua salata appartenente alla famiglia Acropomatidae. Predilige le scarpate continentali ed occupa un areale molto vasto del Pacifico occidentale, abitando più densamente le acque prospicienti all'Indonesia e al nord dell'Australia. Vive in profondità medie di circa 200 metri. La sua lunghezza è compresa di solito tra i 15 e i 20 cm.